# Schlossauer Ohe
Die Schlossauer Ohe ist ein Fluss des Bayerischen Walds im Landkreis Regen. Nach einem auf dem Namenslauf etwa 9 km langen nördlichen, von der obersten und mündungsfernsten Quelle der Oberläufe an gerechnet fast 21 km langen und insgesamt nordnordöstlichen Lauf mündet sie bei der Stadt Regen von links in den Schwarzen Regen.

## Geographie

### Verlauf
Die Schlossauer Ohe entsteht nahe dem Wasserwerk bei der Füllersäge von Bischofsmais aus dem Zusammenfluss von linkem Entenaubach und rechtem Forstbach auf etwa 580 m ü. NHN.

#### Oberlauf Entenaubach
Der linke Entenaubach ist der nach Stranglänge wie Einzugsgebietsgröße bedeutendere Oberlauf der Schlossauer Ohe. Nach amtlicher Auffassung beginnt sein Lauf etwas südwestlich des Museumsdorfes Dürrwies an der Gemeindegrenze von Bischofsmais zur Gemeinde Lalling im Landkreis Deggendorf auf etwa 717 m. Jedoch entspringt der Bach hier nicht einer Quelle, sondern quert nur eine Gemeindegrenze. Ein wie auch immer benanntes, ca. 1,3 km langes Laufstück oberhalb entspringt weiter im Südsüdosten auf etwas über 800 m ü. NHN am Westhang des Dattinger Bergs auf Lallinger Gebiet, und nur etwa 0,4 km bachabwärts von hier mündet von links und Westen der deutlich längere und einzugsgebietsreichere Ruselbach, der am Sattel zwischen Steinberg und Hirschkopf einer Quelle auf etwa 905 m ü. NHN entfließt. Mit diesem als zugerechnetem Quellbach käme der Hauptstrang des Entenaubachs auf eine Länge von ungefähr 12,9 km, die gesamte Schlossauer Ohe mithin auf eine von ungefähr 20,7 km.
Vom Zufluss des Ruselbachs an, der auf dem größten Teil seines Laufes Grenzbach zum Landkreis Deggendorf ist, läuft der Entenaubach zunächst beständig in nordnordwestliche bis nördlicher Richtung. Wenig nach dem Zufluss des Wimmesbachs aus dem Westen verlässt er das Waldgebiet seiner Ursprünge. Gleich nachdem er den Weiler Stegwiese durchlaufen hat, mündet wiederum  etwa aus dem Westen der Hermannsbach, dessen aufgefiederte Quellläufe den Osthang von Breitenauriegel, dem verbindenden Sattel und Geißkopf entwässern, der höchste Lauf beginnt auf über 1040 m ü. NHN. An seinem Zufluss wenig südöstlich des Dorfes Bischofsmais wendet sich der Entenaubach auf etwa östlichen Lauf durch das Dorf Hochbruck und den Weiler Wolfersbach, dann an der Füllersäge vorbei bis zum Zusammenfluss mit dem Forstbach.

#### Oberlauf Forstbach
Dieser kleinere rechte Oberlauf Forstbach entsteht am Auslauf eines winzigen Waldteichs auf Lallinger Gebiet am Osthang des Dattinger Bergs auf 780–775 m ü. NHN. Beständig nach Norden fließend, ist er am Mittellauf Gemeindegrenze zwischen Bischofsmais und Kirchberg im Wald am Ostufer. An der Bischofsmaiser Käsermühle nimmt er aus dem Südosten seinen größten Zufluss Zellerbach auf und fließt dann bald mit dem Entenaubach zusammen. Er ist etwa 4,2 km lang.

#### Namenslauf
Die am Zusammenfluss entstandene Schlossauer Ohe fließt zunächst weiter in der nördlichen Richtung des Forstbachs durch Bischofsmaiser Gemeindegebiet. Dabei durchquert sie den Weiler Birkenthal, passiert die wenigen Häuser von Burgstall und erfährt dann von Südosten her Zulauf vom Hofwiesbach. Nachdem sie die Langbruckmühle passiert hat, wird sie von Westen her über einen linken Nebenkanal von ihrem größten Zufluss Drosselbach verstärkt, dessen höchster Oberlaufursprung auf etwa 1060 m ü. NHN am Bergsattel zwischen Geißkopf und Einödriegel liegt. 
Unterhalb der Drosselbach-Mündung gegenüber einer Kläranlage wechselt die Ohe aufs Stadtgebiet von Regen. Sie passiert das namengebende Anwesen Schlossau, nach welchem der Pfaffenbach von rechts mündet, etwas weiter abwärts der längere Zeußelbach von links. Unterhalb der Frauenmühle überspannt das Talviadukt der Bayerischen Waldbahn, dann die Straßenbrücke der B 85 den Fluss. Daraufhin mündet die Schlossauer Ohe an der Oleumhütte der Stadt Regen von links und zuletzt Süden auf etwa 516 m ü. NHN in den Schwarzen Regen.

### Zuflüsse
Hierarchische Übersicht der Zuflüsse. Jeweils vom Ursprung zur Mündung.
- Entenaubach, linker Oberlauf
  - Ruselbach, von links vor Ritzmaisersäg
  - Irlaubach, von links gegenüber der Ritzmaisersäg
  - Wimmesbach, von links nahe der Wartnerssäg
    - Gläselbach, rechter Oberlauf

  - Kleinbärnbach, von links vor Stegwiese
  - Hermannsbach, von links nach Stegwiese
  - Grundbach, von rechts nach Hochbruck
- Fichtenbach, rechter Oberlauf
  - Totenbretterbach, von rechts nahe Dösingerried
  - Zellerbach, von rechts an der Käsermühl
    - Bodenwiesgraben, rechter Oberlauf
- Hofwiesbach, von rechts bei Langbruck
- Drosselbach, von links gegenüber der Langbruckmühle
  - Hochdorfer Graben, von rechts mündungsnah
- Seiboldsrieder Graben, von rechts nach der Langbruckmühle
- Pfaffenbach, von rechts nach Schlossau
- Zeußelbach, von links vor der Frauenmühle

### Einzugsgebiet
Die Schlossauer Ohe entwässert ein Gebiet von 79,1 km² Größe im Bayerischen Wald nordwärts zum Schwarzen Regen, das sich von Süd nach Nord über 10 km weit erstreckt und von West nach Ost über 8 km weit. Jenseits der niedrigsten östlichen Wasserscheide entwässert die Rinchnacher Ohe ebenfalls etwa nordwärts zum Schwarzen Regen, jenseits der südlichen sammelt der Donau-Zufluss Hengersberger Ohe die südwärts laufenden Bäche auf der anderen Seite eines Bergkamms mittlerer Höhe mit dem Dattinger Berg (886 m ü. NHN) und zuletzt dem Hausstein (917 m ü. NHN) als höchsten Erhebungen. Vom Hausstein an der Südostecke an grenzt dann auf dem Bergrücken mit den weiteren Erhebungen Hirschenkopf (980 m ü. NHN) und zuletzt Breitenauriegel (1116 m ü. NHN)  das Entwässerungsgebiet des im Ober- und Mittellauf Höllbach genannten Hammermühlbachs an, dessen Abfluss über den Kollbach die Donau erreicht. Im anschließenden westlichen Teil der Wasserscheide folgen noch Geißkopf (1097 m ü. NHN) und Einödriegel (1121 m ü. NHN), auf dessen Gipfel der höchste Punkt liegt, der zur Schlossauer Ohe entwässert, zuletzt noch Klingerinhöhe (964 m ü. NHN) und Rosenberg (871 m ü. NHN).

## Ökologische Bedeutung
Die Schlossauer Ohe hat ein weitgehend naturbelassenes Gewässerbett, eine naturnahe Ufervegetation und eine hohe Gewässergüte. Weil Fluss und Umgebung noch in recht natürlichem Zustand sind, kommen hier viele gefährdete Tierarten vor, z. B. Biber, Fischotter, Bachforelle, Groppe, Flussperlmuschel, Steinkrebs und Edelkrebs. Problematisch ist die Zerstückelung des Gewässerlaufs durch die vielen Kleinwasserkraftwerke.

## Verkehr
Durchs Tal läuft ab dem Zusammenfluss der Oberläufe fast durchgehend die Ruselstraße genannte Staatsstraße 2135. Oben am Taleintritt kreuzt sie sich mit der gebündelten Kreisstraße REG 5, die aus dem nach Osten laufenden Untertal des Entenaubachs heraus naht. Unterhalb der Frauenmühle überspannt das 348 Meter lange Eisenbahnviadukt der Bayerische Waldbahn seit 1877 das Tal in einer Höhe von 49 Metern über Grund; die Spannweite zwischen den beiden Pfeilern beidseits des Flusses beträgt 77 Meter. Kurz vor der Mündung schon am linken Talhang des Schwarzen Regens quert auch noch die niedrigere Straßenbrücke der B 85 den kleinen Fluss.

## Nutzung
Mehrere Kleinwasserkraftwerke nutzen das Gewässer und Quell- und Nebenbäche von ihm zur Stromerzeugung.
Die fischreiche Schlossauer Ohe ist bei Anglern beliebt. Gefischt werden mit Kunstköder hauptsächlich Bachforellen, aber auch Regenbogenforellen und Bachsaiblinge kommen vor. Fischereilich wird das Gewässer im Oberlauf vom Angelsportverein Hochbruck e. V., im Unterlauf vom Ortsfischereiverein Regen e. V. bewirtschaftet. Der ASV Hochbruck e. V. stellt Erlaubnisscheine auch für Nichtmitglieder aus.
In früherer Zeit war die Schlossauer Ohe von Bedeutung für die Perlfischerei, also die Gewinnung von Perlen aus der Flussperlmuschel. Weil die Muscheln zu selten sind, ist diese Nutzung aber heute bedeutungslos geworden.

## Bilder

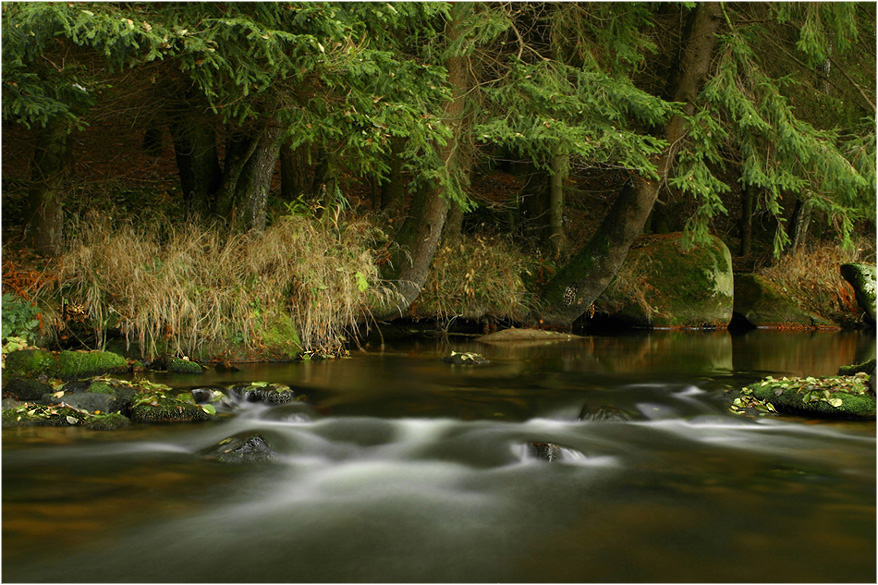
Die Schlossauer Ohe zwischen Birkental und Reinhartsmais
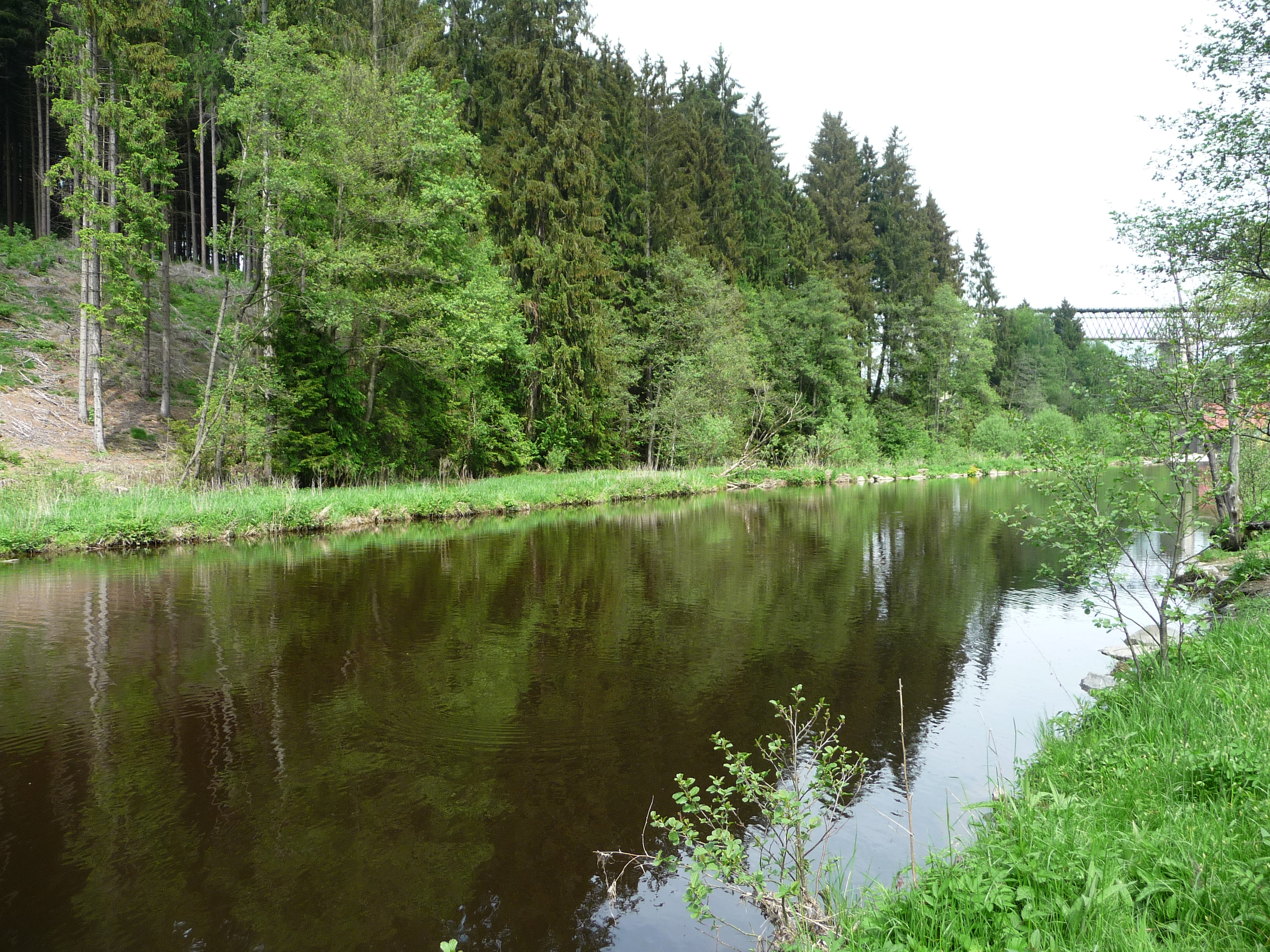
Die Schlossauer Ohe bei Regen, im Hintergrund die Ohebrücke
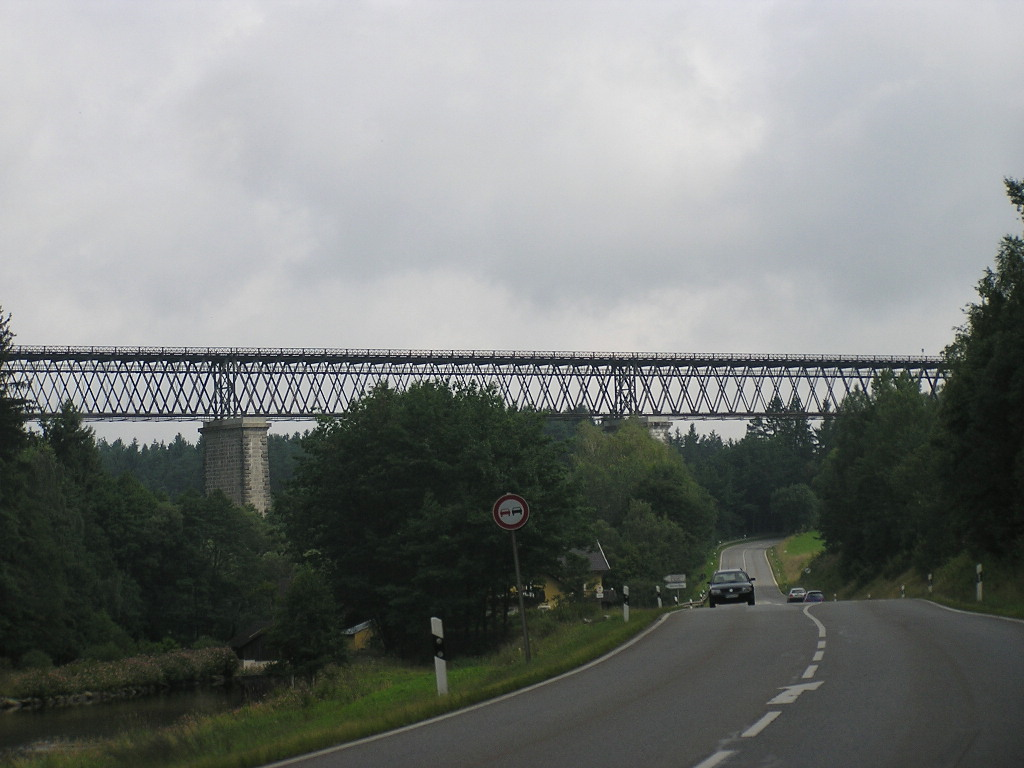
Die Ohebrücke über die Schlossauer Ohe (links) und die Staatsstraße 2135

### BayernAtlas („BA“)
Amtliche Online-Gewässerkarte mit passendem Ausschnitt und den hier benutzten Layern: Lauf und Einzugsgebiet der Schlossauer Ohe

Allgemeiner Einstieg ohne Voreinstellungen und Layer: BayernAtlas der Bayerischen Staatsregierung (Hinweise)
1. 1 2 3 4 5 6 7 8 9 10  Höhe abgefragt auf dem Hintergrundlayer Amtliche Karte (Rechtsklick).
2. 1 2 3 4 5  Länge abgemessen auf dem Hintergrundlayer Amtliche Karte.
3. ↑  Höhe nach schwarzer Beschriftung auf dem Hintergrundlayer Amtliche Karte.

### Gewässerverzeichnis Bayern („GV“)
1. 1 2 3  Länge nach: Verzeichnis der Bach- und Flussgebiete in Bayern – Flussgebiet Naab bis Isar, Seite 6 des Bayerischen Landesamtes für Umwelt, Stand 2016 (PDF; 2,8 MB)
2. ↑  Einzugsgebiet nach: Verzeichnis der Bach- und Flussgebiete in Bayern – Flussgebiet Naab bis Isar, Seite 6 des Bayerischen Landesamtes für Umwelt, Stand 2016 (PDF; 2,8 MB)